# 1771 a tudományban
Az 1771. év a tudományban és a technikában.

## Díjak
- Copley-érem: Matthew Raper

## Születések
- március 5. - Wilhelm Daniel Joseph Koch botanikus († 1849)
- április 13. - Richard Trevithick mérnök, feltaláló († 1833)
- november 6. - Alois Senefelder a litográfia feltalálója († 1834)

## Halálozások
- Chester Moore Hall tudományos műszerész (* 1703)